# جان شاو
جان شاو (انگلیسی: Jon Shaw؛ زادهٔ ۱۰ نوامبر ۱۹۸۳) بازیکن فوتبال اهل بریتانیا است.
از باشگاه‌هایی که در آن بازی کرده است می‌توان به باشگاه فوتبال منزفیلد تاون، باشگاه فوتبال شفیلد ونزدی، باشگاه فوتبال روچدیل، تیم سی فوتبال ملی انگلیس، باشگاه فوتبال یورک سیتی، باشگاه فوتبال بارو، باشگاه فوتبال لوتون تاون، باشگاه فوتبال گیتزهد، باشگاه فوتبال کراولی تاون، و باشگاه فوتبال برتون آلبیون اشاره کرد.
وی همچنین در تیم ملی فوتبال تیم سی فوتبال ملی انگلیس بازی کرده است.